# Anselme Bellegarrigue
Jacques Marie Anselme Bellegarrigue, né le 23 mars 1813 à Monfort (Gers) et mort le 31 janvier 1869 à San Salvador (Salvador), est un anarchiste fédéraliste.
Il participe à la Révolution française de 1848, écrit et publie L'Anarchie, journal de l'ordre, premier journal libertaire connu, ainsi que le pamphlet Au fait ! Au fait ! Interprétation de l'idée démocratique.
Il est un ardent défenseur de l’individu, un promoteur du municipalisme et un défenseur de la révolution sans violence.
Il quitte la France définitivement en 1859, invité en République de Salvador, où il fonde une faculté de droit au sein de l’université nationale.

## Biographie

### Enfance et formation
On ne sait que peu de choses sur l'enfance et l'instruction d'Anselme Bellegarrigue. Il est le fils de Jean Joseph Bellegarrigue, négociant, et de Thérèse Goulard, mariés en 1796. Selon son ami Ulysse Pic, il fréquente le lycée d'Auch quelque temps. Il s’essaie à la poésie, puis fonde à Toulouse La Mosaïque du Midi, revue qui traite d’histoire avec plus de pittoresque que d’authenticité. Il la vend à l’éditeur Jean-Baptiste Charles Paya. Comme « Paya ne paya pas », il s’en prend à lui avec vigueur dans une feuille satirique, L’Épingle, qui se trouve poursuivie et interdite. Il part alors en voyage pour faire sa propre éducation : entre 1846 et 1848, il visite l'Amérique du Nord, passant par New York, Boston, La Nouvelle-Orléans et les Antilles. Ces voyages le convainquent des bienfaits de la démocratie et de l'exercice des libertés individuelles.

### Participation à la Révolution française de 1848
Anselme Bellegarrigue revient en France le 21 février 1848, la veille des évènements qui allaient déposer Louis-Philippe. Il participe à la révolte mais ne laisse pas de critiquer la direction que prend le mouvement dès le lendemain du renversement de la monarchie de Juillet : à un jeune ouvrier en armes qui lui dit « Cette fois, on ne nous la volera pas, notre victoire ! », il répond : « Ah, mon ami, la victoire, on vous l'a déjà volée : n'avez-vous pas nommé un gouvernement provisoire ? ».
Il fréquenta aussi la Société Républicaine Centrale (ou Club Blanqui), où il accuse les partis politiques de la Seconde République d'avoir détourné la révolte populaire vers plus d'autorité et de centralisme, ce pourquoi il les qualifie de « vermine des nations ». De fait, il refuse d'appeler cette période une « révolution », dont il dit à la place que « l'évolution de 1848 n'a été que la consolidation de ce qu'il s'agissait de « détruire » car d'après lui « une Révolution doit être la ruine non pas d'un gouvernement, mais du gouvernement ». Bien que participant à une société rassemblant des penseurs socialistes, il s'opposait tout autant aux mesures autoritaires qu'aux mesures sociales car pour lui, en dernier ressort, toute mesure gouvernementale revient à l'esclavage des uns par les autres, à la lutte violente entre les hommes : « L'anarchie c'est l'ordre, et le gouvernement la guerre civile ».
Il évoquait déjà à cette époque les notions de désobéissance civile et de servitude volontaire :

« Le démocrate n'est pas de ceux qui commandent, car il est celui qui désobéit.
Vous avez cru jusqu'à ce jour qu'il y avait des tyrans ? Et bien ! vous vous êtes trompés, il n'y a que des esclaves : là où nul n'obéit, personne ne commande. »

Il fonde en 1849 l'Association des Libres Penseurs à Mézy, près de Meulan, où il réside, avec des amis de sa région, dont Ulysse Pic (qui se fait alors appeler Pic Dugers) et Joseph Noulens, afin de publier des pamphlets anarchistes ; mais les arrestations de plusieurs membres freinent puis cessent leurs activités.

### Publications anarchistes

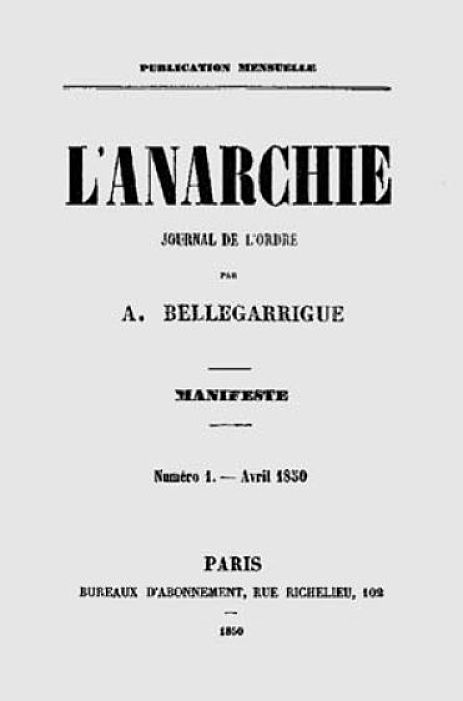
L'Anarchie, journal de l'ordre, premier numéro, avril 1850.

Anselme Bellegarrigue a publié, édité et participé à de nombreuses publications anarchistes. En 1848, entre octobre et décembre paraissait Au fait ! Au fait ! Interprétation de l'idée démocratique à Toulouse. Avec Ulysse Pic il édite Le Dieu des riches et le Dieu des pauvres puis Jean Mouton et le percepteur.
Il fut aussi éditeur du quotidien La Civilisation à partir de mars 1849, publication locale tirée à environ 2 000 exemplaires. Pour ses amis de l'Association des Libres Penseurs, il écrit un article intitulé « L'anarchie, c'est l'ordre » pour le numéro du 3 avril 1850 de La Voix du Peuple, mais cet exemplaire n'est pas publié.
Par la suite il écrit, édite, publie et distribue lui-même son journal, L'Anarchie, journal de l'ordre dont paraissent deux numéros seulement par manque de lecteurs : le troisième numéro, contenant une étude au sujet de l'origine de la richesse, n'est pas publié. Pour le Dr Sharif Gemie, ce journal constitue le tout premier manifeste anarchiste au monde.
Dès 1851, il entame l'écriture d'un roman : Le Baron de Camebrac, en tournée sur le Mississippi, dont des extraits paraissent jusqu'en 1854, et un essai : Les Femmes d'Amérique décrivant ses observations de la société américaine.
Il participe à l'écriture de l'Almanach de la Vile Multitude en 1851 et prépare un Almanach de l'Anarchisme pour 1852, qui ne sera finalement pas publié des suites du coup d'État du 2 décembre 1851.

### Retour d'Anselme en Amérique
À l'époque de l'établissement du Second Empire, Anselme Bellegarrigue retourne en Amérique, cette fois pour le Honduras, où, d'après Max Nettlau, il aurait enseigné, puis au San Salvador et il aurait occupé des fonctions de ministre plénipotentiaire représentant cet état à Paris.
D'après son fils, après trois années au Salvador, il décide de retourner « à l’état de nature » et s'installe sur les côtes du Pacifique. Cette affirmation fut démontrée fausse dans la biographie d'Anselme Bellegarrigue rédigée par Michel Perraudeau.

## L’anarchisme de Bellegarrigue
« L'anarchie c'est l'ordre, et le gouvernement la guerre civile »
Anselme Bellegarrigue
1848
L'anarchisme d'Anselme Bellegarrigue se rapproche philosophiquement plus de celui de Gustave de Molinari que de Pierre-Joseph Proudhon (dont il a vertement brocardé les positions dans ses textes) ou de Max Stirner, car il refuse, au nom de l'individualisme et du subjectivisme moral, les avis de ces derniers quant à la valeur des choses et le droit de propriété. Sa défense de l'égoïsme en tant que vertu en ferait même un précurseur d'Ayn Rand[Interprétation personnelle ?] :

« Tout homme est un égoïste ; quiconque cesse de l'être est une chose. Celui qui prétend qu'il ne faut pas l'être est un filou.
L'abnégation, c'est l'esclavage, l'avilissement, l'abjection ; c'est le roi, c'est le gouvernement, c'est la tyrannie, c'est la lutte, c'est la guerre civile. L'individualisme, au contraire, c'est l'affranchissement, la grandeur, la noblesse ; c'est l'homme, c'est le peuple, c'est la liberté, c'est la fraternité, c'est l'ordre. »

Dans ses textes, il défend l'idée d'une démocratie sans État central et sans autorité supérieure, où les citoyens jouissent d'une souveraineté individuelle maximale et participent sur une base purement volontaire à l'éventuelle administration locale. Il défend aussi l'idée, déjà évoquée par Adam Smith dans Richesse des nations, que l'intérêt général est la multiplication des intérêts de chacun :

« L'intérêt collectif ne peut être complet qu'autant que l'intérêt privé reste entier car, comme on ne peut entendre par intérêt collectif que l'intérêt de tous, il suffit que, dans la société, l'intérêt d'un seul individu soit lésé pour qu'aussitôt l'intérêt collectif ne soit plus l'intérêt de tous et ait, par conséquent, cessé d'exister. »

Selon Fabrice Ribet, l'anarchisme individualiste de Bellegarrigue le rapproche de Han Ryner ou de Georges Palante. La proximité évoquée avec Gustave de Molinari et Ayn Rand n'est que superficielle et ne résiste pas à l'examen. Et si des ressemblances entre la pensée de Bellegarrigue et celle de Max Stirner existe bien, c'est en définitive avec Benjamin Tucker que Fabrice Ribet trouve à Bellegarrigue une plus grande proximité :

« Tucker critique vertement le capitalisme d’État et la bourgeoisie d’État, comme Bellegarrigue le fera dans L’Anarchie, journal de l’ordre. Tucker comme Bellegarrigue insistent sur le fait que tous les monopoles, fussent-ils privés, ne peuvent perdurer qu’avec le soutien de l’État. Les deux en concluent que, plutôt que de renforcer l’autorité comme le préconisent les marxistes, il faut à l’inverse l’évacuer du jeu économique et laisser se déployer le principe qui lui est le plus hostile, celui de la liberté.Tucker résume cela de manière éclairante : « les seuls qui croient vraiment au laissez-faire sont les anarchistes » dit-il.
C’est en ce sens selon nous que Bellegarrigue peut être vu comme un précurseur, moins de l’objectivisme ou de l’anarcho-capitalisme, que de l’anarchisme individualiste américain contemporain. »

## Citations
- « Il n'est, en vérité, pires contre-révolutionnaires que les révolutionnaires ; car il n'est pires citoyens que les envieux. »
- « Le pouvoir ne possède que ce qu'il prend au peuple, et pour que les citoyens en soient venus à croire qu'ils devaient commencer par donner ce qu'ils possèdent pour arriver au bien-être, il faut que leur bon sens ait subi une profonde perturbation. »
- « C'est quand l'autorité de chacun est égale à celle de tous que l'équilibre social se trouve forcément acquis. »
- « Un peuple qui fait ses affaires est un peuple qui se gouverne, et un peuple qui se gouverne abroge, par ce seul fait, et frappe de désuétude tout le fatras législatif dont l'agitation populaire avait, bien plus que le génie des hommes d'État, favorisé la conception. »
- « La Révolution c'est le flux des intérêts : nul ne peut représenter les intérêts, ils sont représentés par eux-mêmes. La force d'intensité de leur persévérante et calme manifestation est la seule force révolutionnaire raisonnable et possible. »
- « On ne peut pas être maître de répartir la richesse sans s'être fait préalablement maître de la richesse ; la répartition c'est donc tout d'abord le monopole. »
- « Si cela s’appelle un métier que de gouverner, je demande à voir les produits de ce métier, et si ces produits ne sont pas à ma convenance, je déclare que me forcer à les consommer est le plus étrange abus d’autorité qu’un homme puisse exercer sur un autre homme. Il est vrai que cet abus s’exerce par la force et que c’est moi qui entretiens, de mes deniers, cette force dont je me plains. Cela considéré, je me replie sur moi-même et je reconnais qu’en même temps que je suis une victime, je suis un sot aussi. Mais ma sottise tient à mon isolement, et c’est pour cela que je dis à mes concitoyens : Redressons la tête ; n’ayons confiance qu’en nous-mêmes ; disons : que la liberté soit, et la liberté sera. »
- « Mais on dit que la liberté sans frein est menaçante. Qui donc menace-t-elle ? Qui donc doit craindre le coursier indompté, si ce n’est celui qui le dompte ? Qui donc a peur devant l’avalanche, si ce n’est celui qui veut l’arrêter ? Qui donc tremble devant la liberté, si ce n’est la tyrannie ? La liberté menaçante… c’est le contraire qu’il faudrait dire. Ce qui effraye en elle c’est le bruit de ses fers. Dès qu’elle les a rompus, elle n’est plus tumultueuse ; elle est calme et sage. »
- « Le gouvernement n'est pas un fait, il n'est qu'une fiction. Le fait immuable et éternel, c'est le peuple. »
- « Vous avez cru jusqu'à ce jour qu'il y avait des tyrans ? Et bien ! Vous vous êtes trompés, il n'y a que des esclaves : Là où nul n'obéit, personne ne commande. »